# Kristian Kater
Kristian Kater (* 20. September 1983 in Lohne (Oldenburg)) ist ein deutscher Betriebswirt und Politiker (SPD). Seit dem 4. November 2019 ist er Bürgermeister von Vechta.

## Leben

### Schule, Studium und Beruf
Kristian Kater ist in Vechta aufgewachsen und machte 2003 am dortigen Gymnasium Antonianum Abitur. Nach dem Zivildienst betrieb er ein Duales Studium an der Dualen Hochschule Ravensburg, das er als Diplom-Betriebswirt (DH) abschloss. Als solcher arbeitete er anschließend beim Jugendreiseveranstalter Höffmann in Vechta. Diese Tätigkeit unterbrach Kater für eine hauptamtliche Tätigkeit bei der SPD. 2017 kehrte er als Büroleiter zu seiner Ausbildungsstätte zurück.

### Parteiämter
Kater ist seit dem 14. Lebensjahr Mitglied der SPD und war im Landkreis Vechta sowie im SPD-Bezirk Weser-Ems bei den Jusos aktiv. Während des niedersächsischen Landtagswahlkampfes 2008 war er sechs Monate beim SPD-Landesverband Niedersachsen beschäftigt. Kater war bis 2017 als Assistent der SPD-Bundestagsabgeordneten Dennis Rohde und Gabriele Groneberg tätig.
Vom 18. Februar 2012 bis zum 31. August 2019 war Kristian Kater Vorsitzender des SPD-Unterbezirks Vechta. 

### Politische Mandate
Bei den Kommunalwahlen 2006 kandidierte Kater erstmals (erfolglos) als Stadtrat. Von 2011 bis 2019 war Kater Ratsherr der Stadt Vechta, zuletzt als Vorsitzender der SPD-Fraktion und als stellvertretender Bürgermeister, und seit 2016 auch Mitglied des Kreistages Vechta.
Für die Bundestagswahl 2017 kandidierte Kater im Bundestagswahlkreis Cloppenburg – Vechta und erreichte 20,4 Prozent der Erststimmen; direkt gewählt wurde Silvia Breher (CDU), die das beste Erststimmen-Wahlergebnis aller CDU-Bundestagskandidaten dieser Wahl für sich verbuchen konnte.
Bei der Bürgermeisterwahl 2019 in Vechta gewann Kater, der für ein Bürgerbündnis aus SPD, FDP, der Grünen Jugend Vechta und der Wählergemeinschaft „Wir für Vechta“ antrat, die Stichwahl am 3. November mit 67,5 Prozent vor dem parteilosen CDU-Kandidaten Heribert Mählmann (32,5 Prozent); dies war die erste Stichwahl für das Bürgermeisteramt in Vechta. Bereits am Folgetag löste Kater damit Helmut Gels (CDU) als Bürgermeister ab, der die Wahl 2011 für sich entschieden hatte.
Kater ist als Bürgermeister Mitglied im Präsidium des Niedersächsischen Städtetages und Mitglied im Präsidium des Deutschen Städte- und Gemeindebundes.

### Privates
Kristian Kater ist verheiratet und hat vier Kinder.